# Wojna Emu

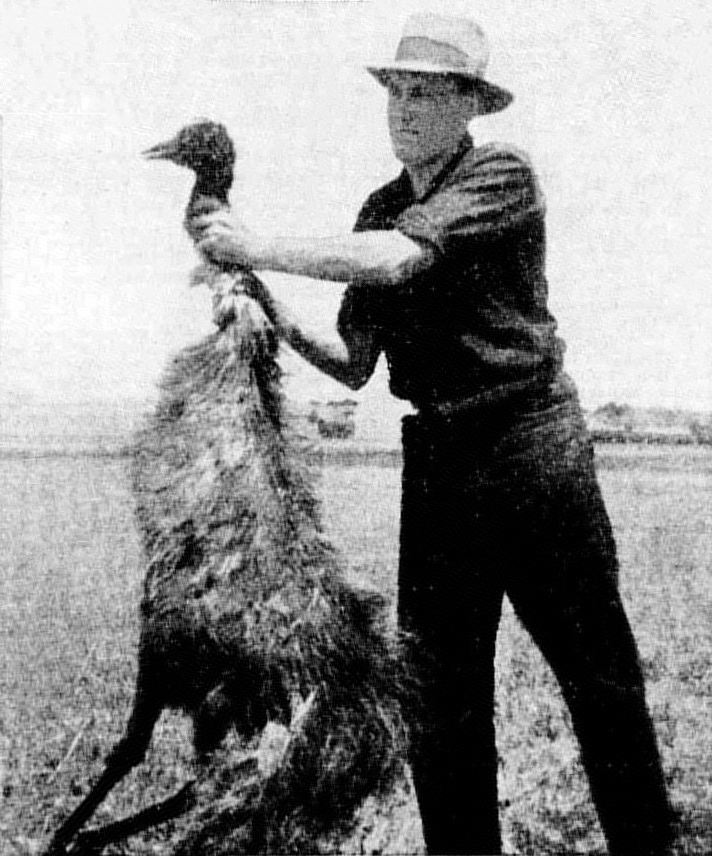
Farmer z odstrzelonym ptakiem emu

Wojna Emu, Wielka Wojna Emu (ang. Emu War, Great Emu War) – ironiczne określenie operacji wojskowej podjętej przez armię australijską na polecenie ówczesnego ministra obrony, sir George’a F. Pearce’a w okresie od 2 listopada do 10 grudnia 1932. Kiedy  armia australijska została zaangażowana w próbę ograniczenia populacji emu (dużych, nielotnych ptaków, dewastujących uprawy w Zachodniej Australii). Pomimo zastosowania broni maszynowej i taktyk wojskowych, kampania zakończyła się niepowodzeniem i została szeroko wyśmiana zarówno w mediach, jak i przez historyków.

## Tło
Po I wojnie światowej wielu australijskich weteranów otrzymało ziemię rolną na zachodzie kraju w ramach programów reintegracyjnych. Gdy w 1932 roku nadeszła pora żniw, około 20 000 emu rozpoczęło wędrówkę przez te tereny w poszukiwaniu wody i pożywienia, niszcząc przy tym płoty i plony. Zdesperowani rolnicy zwrócili się do rządu o pomoc.  W odpowiedzi rząd federalny wysłał oddział żołnierzy pod dowództwem majora G.P.W. Mereditha. Uzbrojeni w dwa karabiny maszynowe Lewis i kilka tysięcy nabojów, rozpoczęli akcję w listopadzie 1932 roku. Szybko okazało się jednak, że ptaki są trudne do trafienia — były szybkie, rozproszone i odporne na ostrzał. W ciągu kilku dni udało się zabić jedynie kilkaset emu, przy czym zużyto ogromną ilość amunicji.  Operacja została oficjalnie przerwana po kilku tygodniach z powodu niskiej skuteczności i rosnących kosztów. Media ochrzciły to wydarzenie mianem „Wojny Emu”, ironicznie wskazując na to, że ptaki „wygrały starcie” z australijskim wojskiem. W późniejszych latach problem emu rozwiązano częściowo dzięki budowie ogrodzeń i programom odstrzału prowadzonym przez cywilów.

## Sytuacja
Po I wojnie światowej duża liczba byłych żołnierzy z Australii, wraz z szeregiem brytyjskich weteranów, zaczęła uprawiać ziemię w Australii Zachodniej, często na obszarach marginalnych, wcześniej niezasiedlanych. Wraz z nadejściem wielkiego kryzysu w 1929, rolnicy zostali zachęceni do zwiększenia zbiorów pszenicy, przy czym rząd w Canberze obiecał dostarczyć pomoc w postaci dotacji dla rolników, czego nie zrealizował. Pomimo zaleceń i obiecanych dotacji, ceny pszenicy nadal spadały, a do października 1932 sytuacja stawała się coraz poważniejsza: rolnicy przygotowywali się więc do zbioru plonów, jednocześnie grożąc odmową dostarczenia pszenicy.
Trudności, przed którymi stanęli rolnicy, wzrosły wraz z rozrostem populacji emu w tym rejonie do 20 000 ptaków. Emu co prawda regularnie migrowały po sezonie lęgowym, kierując się na wybrzeże z obszarów śródlądowych i nie było to nic dziwnego. Po przygotowaniu ziemi pod pola, zorganizowaniu zasobów wodnych na niegościnnych terenach Australii Zachodniej, emu zorientowały się jednak, że tereny uprawne są świetnym miejscem do żerowania i uzupełniania zapasów wody. W związku z tym zaczęły wkraczać na teren farm – w szczególności w pobliżu miejscowości Chandler i Walgoolan. Wielka liczba ptaków pożerała i niszczyła plony, a także pozostawiała duże szczeliny w pobudowanych płotach, co wykorzystywały króliki (stanowiące plagę), które mogły wejść na niedostępne dla nich dotąd ziemie i powodować dalsze problemy.
Rolnicy obawiali się, że ptaki spustoszą ich plony. W związku z tym delegacja byłych żołnierzy, a obecnych farmerów i rolników, została wysłana na spotkanie z ministrem obrony sir George’em Pearce’em. Po służbie podczas I wojny światowej żołnierze-osadnicy byli świadomi skuteczności karabinów maszynowych i poprosili o ich rozmieszczenie w celu odstrzału ptaków. Minister ostatecznie zgodził się na to, ale miejscowi musieli spełnić kilka warunków: broń miała być używana tylko przez żołnierzy, transport ludzi miał być finansowany przez władze Australii Zachodniej, a rolnicy mieli dostarczać wojsku żywność, zakwaterowanie i zapłacić za amunicję. Motywacją dla ministra Pearce’a było to, że ptaki byłyby – w jego mniemaniu – dobrym celem dla żołnierzy, którzy w ten sposób mieli ćwiczyć strzelanie do dużej liczby szybkich celów. Liczono także, że będzie to pewna forma obiecywanej wcześniej rządowej pomocy dla rolników (niezrealizowane dotacje) i aby wykorzystać to propagandowo, wraz z żołnierzami wysłano operatora z Fox Movietone, agencji kręcącej kroniki filmowe.

## „Wojna”
Akcja wojska miała rozpocząć się początkowo w październiku 1932. Na dowódcę wyznaczono majora G.P.W. Mereditha z 7. ciężkiej baterii Królewskiej Artylerii Australijskiej. W skład oddziału weszli: sierżant S. McMurray i strzelec J. O’Hallora, uzbrojeni w dwa karabiny typu Lewis i 10 tysięcy sztuk amunicji. Operacja została jednak opóźniona przez porę deszczową, która spowodowała rozproszenie stad emu na rozleglejszym obszarze. Deszcz przestał padać dopiero 2 listopada 1932. Wówczas rozmieszczono wyznaczony oddział do walki z emu. Dodatkowo nakazano zebranie 100 ptasich skór, aby ich pióra mogły być użyte do wykonania czapek dla jeźdźców lekkiej kawalerii.

### Pierwszy okres
Jeszcze 2 listopada żołnierze udali się do osady Campion, gdzie widziano około 50 emu. Ponieważ ptaki znajdowały się poza zasięgiem karabinów, lokalni osadnicy próbowali zapędzić ptaki w zasadzkę, ale ptaki podzieliły się na małe grupy i uciekały tak sprawnie, że trudno było do nich celować. Niemniej jednak, podczas gdy pierwsza próba z karabinów maszynowych była nieskuteczna ze względu na zasięg, druga seria strzałów była w stanie zabić „pewną liczbę” ptaków. Później tego samego dnia napotkano małe stado i zabito „prawdopodobnie tuzin” ptaków.
Następne znaczące wydarzenie miało miejsce 4 listopada. Meredith założył zasadzkę w pobliżu miejscowej tamy i ponad 1000 emu zostało zauważonych z tej pozycji. Tym razem strzelcy czekali z otwarciem ognia aż ptaki będą w pobliżu. Jednakże jeden z „Lewisów” zaciął się po zabiciu zaledwie dwunastu emu, reszta ptaków wystraszyła się i rozproszona uciekła tak, że nie można było już do nich strzelać. Tego dnia nie zaobserwowano już więcej stad emu.
W następnych dniach Meredith zdecydował się ruszyć dalej na południe, gdzie ptaki były „opisywane jako dość oswojone”, ale pomimo swoich starań, sukcesy były ograniczone. W czwartym dniu „kampanii”, wojskowi zauważyli, że „każda grupa wydaje się mieć teraz swojego przywódcę – wielkiego ptaka z czarnymi piórami, który stoi na wysokości sześciu stóp i czuwa, podczas gdy jego towarzysze wykonują swoje dzieło zniszczenia. Przywódca ostrzega ich przed naszym nadejściem”. W pewnym momencie, aby uzyskać większą skuteczność, major Meredith posunął się nawet tak daleko, że zamontował jeden z karabinów na ciężarówce: ruch ten okazał się nieskuteczny, ponieważ ciężarówka nie mogła dogonić ptaków, a jazda była tak trudna, że strzelec nie był w stanie oddać żadnego celnego strzału. Do 8 listopada, sześć dni po pierwszym spotkaniu ze stadem emu, wystrzelono już 2500 pocisków amunicji (25% całego zapasu). Tymczasem liczba zabitych ptaków była niepewna, ale bardzo niezadowalająca: jedno sprawozdanie szacowało, że padło zaledwie 50 ptaków, a inne szacunki wahały się od 200 do 500 sztuk – przy czym tę ostatnią liczbę podali miejscowi osadnicy. Pikanterii całej sprawie dodał fakt, że w oficjalnym raporcie Meredith twierdził, że jego ludzie nie ponieśli żadnych strat (!).

Po negatywnym zreferowaniu wydarzeń w lokalnych mediach, które obejmowały stwierdzenia, że „tylko nieliczne” emu padły, Pearce wycofał personel wojskowy w dniu 8 listopada. Tego samego dnia przedstawiciele australijskiej Izby Reprezentantów omówili całą operację. Po wycofaniu się, major Meredith porównał emu z Zulusami i komplementował zdolność do dużej ruchliwości i manewrowania ptaków, nawet gdy były one już ranne. Miał wówczas powiedzieć, że: 

gdybyśmy mieli dywizję z odpornością tych ptaków na kule, to moglibyśmy walczyć przeciwko każdej armii na świecie. One (emu – przyp. aut.) mogą mierzyć się z karabinami maszynowymi z wrażliwością czołgów. Są jak Zulusi, których nawet pociski dum-dum nie mogły powstrzymać.

### Drugi okres
Po wycofaniu się wojska, emu nadal dewastowały uprawy. Rolnicy ponownie więc poprosili o wsparcie, powołując się na upalną pogodę i suszę, która spowodowała, że tysiące ptaków zaatakowało ich farmy. James Mitchell, premier Australii Zachodniej, udzielił swojego poparcia aby ponowić pomoc wojskową. W tym samym czasie światło dzienne ujrzał raport, według którego w pierwszej fazie operacji zostało zabitych 300 emu.
Ostatecznie 12 listopada minister obrony zatwierdził wznowienie działań wojskowych. Swoją decyzję bronił w Senacie, wyjaśniając dlaczego żołnierze byli dotąd niezbędni do walki z dużą populacją emu. Chociaż wojsko zgodziło się udzielić wsparcia rządowi Australii Zachodniej, w oczekiwaniu, aż ten ostatni zapewni potrzebnych ludzi, major Meredith ponownie został wysłany w teren, z powodu widocznego braku ludzi doświadczonych w obsłudze karabinów maszynowych.
Ruszając w pole od 13 listopada, wojsko odniosło pewien sukces w ciągu pierwszych dwóch dni wznowionej akcji w postaci 40 zabitych emu. Trzeci dzień, to jest 15 listopada, okazał się dniem znacznie mniej udanym, ale do 2 grudnia żołnierze zabijali około 100 emu tygodniowo (około 14 ptaków dziennie). Meredith został ostatecznie odwołany 10 grudnia, a w swoim raporcie podał 986 odłowionych ptaków. Wykorzystać też miał przy tym 9860 pocisków, a więc dokładnie 10 wystrzałów za jednego upolowanego emu. Ponadto Meredith stwierdził, że 2500 kolejnych rannych ptaków paść miało w wyniku urazów, które poniosły.

## Echa akcji
Pomimo problemów związanych z odławianiem ptaków, rolnicy w regionie ponownie zwracali się o pomoc wojskową w latach 1934, 1943 i 1948. Ale rząd za każdym razem odrzucał prośby osadników (w 1943 rolnicy domagali się nawet lotniczego bombardowania stad emu). Zamiast tak radykalnych posunięć, spopularyzowano jednak system nagród, zainicjowany jeszcze w 1923. Był on dość skutecznie kontynuowany, gdyż na przykład tylko w okresie sześciu miesięcy w 1934 odnotowano 57 034 zgłoszeń po nagrody za odłowione emu.
Przez cały okres lat 30. i nieco później, prowadzono także ogradzanie terenów uprawnych, które stało się popularnym sposobem utrzymywania emu z daleka od obszarów rolniczych (ograniczyło to również napływ innych szkodników, takich jak dingo i króliki).

Do grudnia 1932 po świecie rozniosła się wiadomość o tak zwanej „wojnie emu”. Niektórzy obrońcy przyrody protestowali przeciwko odłowowi, jako „eksterminacji rzadkiego emu”. Australijski ornitolog Dominic Serventy określił operację jako „próbę masowego zniszczenia ptaków”. Podsumowując odstrzał, Serventy skomentował ironicznie całą operację w następujący sposób: 

Marzenia strzelców maszynowych, o strzelaniu ogniem ciągłym do skoncentrowanych mas emu, wkrótce rozpłynęły się. Dowództwo emu ewidentnie zleciło taktykę partyzancką, a ich nieporęczna armia wkrótce podzieliła się na niezliczone małe formacje, które spowodowały, że używany sprzęt wojskowy stał się nieefektywny. Zakłopotane siły zbrojne wycofały się z pola walki po około miesiącu.